# Гарбаньяте-Міланезе
Гарбаньяте-Міланезе, Ґарбаньяте-Міланезе (італ. Garbagnate Milanese) — муніципалітет в Італії, у регіоні Ломбардія,  метрополійне місто Мілан.
Гарбаньяте-Міланезе розташоване на відстані близько 500 км на північний захід від Рима, 17 км на північний захід від Мілана.
Населення — 26 508 осіб (2012).
Покровитель — SS. Eusebio e Maccabei.

## Демографія
Населення за роками:

Станом на 1 січня 2023 року в муніципалітеті офіційно проживали 2762 іноземці з 74 країн, серед них 598 громадян країн Євросоюзу та 181 громадянин України.

## Уродженці
- Сілвано Фонтолан (*1955) — відомий у минулому італійський футболіст, захисник, згодом — тренер.

## Сусідні муніципалітети
- Арезе
- Боллате
- Каронно-Пертузелла
- Чезате
- Лаїнате
- Сенаго